# András Nagy
András Nagy, noto anche come Andrei ed in Romania come Andrej Prean Nagy (Vulcan, 8 settembre 1923 – 5 settembre 1997), è stato un calciatore e allenatore di calcio rumeno naturalizzato ungherese.

## Carriera

### Calciatore

#### Club
Inizia la carriera calcistica in un club della sua città di nascita, il Minerul Vulcan prima di trasferirsi nel corso della stagione 1939-1940 in Ungheria al Ferencváros, con cui vince il campionato magiaro, bissando il successo la stagione seguente. Durante la sua permanenza con i biancoverdi vince tre coppa d'Ungheria consecutive, dal 1942 al 1944.
Nel 1945 lascia l'Ungheria per giocare nel Bayern Monaco, impegnato nell'Oberliga Süd, uno dei campionati disputati nella Germania occupata. Con i bavaresi otterrà il sesto posto in campionato.
Nella stagione 1946-1947 passa ai francesi del Cannes, società con cui ottiene l'ottavo posto finale nel massimo campionato transalpino.
L'anno dopo viene ingaggiato dall'Olympique Marsiglia con cui vince la Division 1 1947-1948. Nelle due stagioni seguenti ottiene un terzo ed un ottavo posto.
Nella stagione 1950-1951 è in forza al Strasburgo, club con cui ottiene il nono posto finale. L'anno seguente passa a stagione in corso agli spagnoli del Las Palmas. Con il club della Gran Canaria retrocede in cadetteria al termine della Primera División 1951-1952. Dopo due stagioni in cadetteria, ottiene la promozione in massima serie grazie alla vittoria del Gruppo I della Segunda División 1953-1954. La stagione seguente è chiusa al dodicesimo posto finale.
Nel 1955 si trasferisce in Svizzera per giocare nel Servette, club con cui ottiene il quarto posto della Lega Nazionale A 1955-1956.

#### Nazionale
Nagy ha giocato tre incontri amichevoli con la nazionale di calcio dell'Ungheria.

## Allenatore
Nagy inizia la sua carriera di allenatore in Tunisia, alla guida dello Sfax Railways Sports.
Nel 1968 venne chiamato negli Stati Uniti d'America alla guida dei Washington Whips, militante nella neonata lega professionistica della North American Soccer League ma, entrato in conflitto con la dirigenza, si dimise lasciando l'incarico ad Hicabi Emekli. Nel corso della stessa stagione venne ingaggiato dai Detroit Cougars in sostituzione di Len Julians. Con la franchigia di Detroit ottenne il quarto ed ultimo posto della Lakes Division della NASL 1968, non sufficiente per accedere alla fase finale del torneo.
Ritornato in Tunisia, vince con il Club Africain la Coupe de Tunisie 1969-1970 per poi allenare la nazionale tunisina tra il 1974 ed il 1975.
Nel 1976 si trasferisce in Algeria per allenare il JS Kabylie con cui vince sia il campionato che la coppa nazionale.
Ha successivamente altre due esperienze alla guida del Club Africain, con cui vince due campionati tunisini. Sempre con il di Tunisi raggiungerà due volte la finale di Coupe de Tunisie.
Terminerà la carriera all'Hammam Lif.

## Statistiche

### Cronologia presenze e reti in nazionale
| Cronologia completa delle presenze e delle reti in nazionale ― Ungheria | Cronologia completa delle presenze e delle reti in nazionale ― Ungheria | Cronologia completa delle presenze e delle reti in nazionale ― Ungheria | Cronologia completa delle presenze e delle reti in nazionale ― Ungheria | Cronologia completa delle presenze e delle reti in nazionale ― Ungheria | Cronologia completa delle presenze e delle reti in nazionale ― Ungheria | Cronologia completa delle presenze e delle reti in nazionale ― Ungheria | Cronologia completa delle presenze e delle reti in nazionale ― Ungheria |
| Data                                                                    | Città                                                                   | In casa                                                                 | Risultato                                                               | Ospiti                                                                  | Competizione                                                            | Reti                                                                    | Note                                                                    |
| ----------------------------------------------------------------------- | ----------------------------------------------------------------------- | ----------------------------------------------------------------------- | ----------------------------------------------------------------------- | ----------------------------------------------------------------------- | ----------------------------------------------------------------------- | ----------------------------------------------------------------------- | ----------------------------------------------------------------------- |
| 12-9-1943                                                               | Solna                                                                   | Svezia                                                                  | 2 – 3                                                                   | Ungheria                                                                | Amichevole                                                              | -                                                                       |                                                                         |
| 15-9-1943                                                               | Helsinki                                                                | Finlandia                                                               | 0 – 3                                                                   | Ungheria                                                                | Amichevole                                                              | -                                                                       |                                                                         |
| 7-11-1943                                                               | Budapest                                                                | Ungheria                                                                | 2 – 7                                                                   | Svezia                                                                  | Amichevole                                                              | -                                                                       |                                                                         |
| Totale                                                                  |                                                                         | Presenze                                                                | 3                                                                       |                                                                         | Reti                                                                    | 0                                                                       |                                                                         |

## Palmarès

### Calciatore
- Campionato ungherese: 2

Ferencvaros: 1939-1940, 1940-1941
- Coppa d'Ungheria: 3

Ferencvaros: 1942, 1943, 1944
- Campionato francese: 1

Olympique Marsiglia: 1947-1948
- Segunda División: 1

Las Palmas: 1953-1954 Gruppo I

### Allenatore
- Coppa di Tunisia: 1

Club Africain: 1970
- Campionato algerino: 1

JS Kabylie: 1976-1977
- Coppa d'Algeria: 1

JS Kabylie: 1977
- Campionato tunisino: 2

Club Africain: 1978-1979, 1979-1980